# Fernando Gil Mariscal
Fernando Gil Mariscal (Villanueva de la Serena, 1886-Madrid, 1971) fue un escritor y jurista español.

## Biografía
Nacido en 1886, era natural de la localidad pacense de Villanueva de la Serena. Julio Cejador escribe sobre él las siguientes palabras: «admirable narrador, que toma asuntos y lenguaje de la viva realidad y del habla popular, suelto y ameno estilista, algo humorístico y sesudo pensador». Publicó obras como Los jesuitas (folleto, Madrid, 1915), En Villabravía (novela, Madrid, 1916), Ríe, relatos de ameno entretenimiento (Madrid, 1918) Girones (1921) y El gato de D. Sandalio (c. 1944). A Gil Mariscal, que fue fiscal del Tribunal Supremo, en 1961 se le concedía una gran cruz de San Raimundo de Peñafort. Se jubiló ese mismo año. Falleció en Madrid el 6 de octubre de 1971.